# Il giorno dei giorni
Il giorno dei giorni è un brano musicale scritto da Luciano Ligabue, primo singolo estratto dall'album Nome e cognome nel 2005.
Ha raggiunto la posizione numero 35 nella classifica italiana dei singoli durante il 2005. È stato frequentemente trasmesso in radio, raggiungendo la posizione numero 1 dell'airplay.
È il brano con cui Ligabue ha aperto il suo primo concerto a Campovolo.

## Il testo
Riprende il tema di vivere intensamente e al meglio ogni momento della propria vita, senza sprecare un attimo e, soprattutto, al fianco della persona giusta.

## La musica
Musicalmente, come già altri brani, è preceduto dal un'introduzione tranquilla che prelude ad atmosfere più rock, con chitarre decisamente distorte, contrapposte ad altre più oniriche e melodiche. È l'unico pezzo dell'album che contiene un assolo di chitarra.

## Il video musicale
Diretto da Kal Karman, è stato inserito nei DVD Secondo tempo del 2008 e Videoclip Collection del 2012, quest'ultima distribuita solo nelle edicole.
- Videoclip ufficiale, su YouTube. URL consultato il 9 gennaio 2015.

Presente anche nei vari DVD del Nome e cognome tour 2006.

## Tracce
1. Il giorno dei giorni (radio edit) – 4:31 (Luciano Ligabue)

## Formazione
- Luciano Ligabue - voce

### La Banda
- Niccolò Bossini - chitarra
- Antonio Righetti - basso
- Fabrizio Simoncioni - tastiera, cori

### Altri musicisti
- Cesare Barbi - batteria